# Anaxandra (genus)
Anaxandra is een geslacht van wantsen uit de familie van de Acanthosomatidae (Kielwantsen). Het geslacht werd voor het eerst wetenschappelijk beschreven door Carl Stål in 1876.

## Soorten
Het genus bevat de volgende soorten:

- Anaxandra cornuta (Dallas, 1849)
- Anaxandra gigantea (Matsumura, 1913)
- Anaxandra laevicornis (Dallas, 1851)
- Anaxandra laticollis Hsiao & S.L. Liu, 1977
- Anaxandra longispina S.L. Liu, 1987
- Anaxandra montana S.L. Liu, 1987
- Anaxandra nigricornis (Walker, 1868)
- Anaxandra pteridis Hsiao & S.L. Liu, 1977
- Anaxandra sigillata Stål, 1876
- Anaxandra taurina Kirkaldy, 1910
- Anaxandra yunnana Hsiao & S.L. Liu, 1977